# Pesquisa Nacional de Saúde
A Pesquisa Nacional de Saúde (PNS) é um inquérito domiciliar de abrangência nacional realizado pelo Instituto Brasileiro de Geografia e Estatística (IBGE) em parceria com o Ministério da Saúde do Brasil. Anteriormente, a Pesquisa Nacional por Amostra de Domicílios (PNAD), outra pesquisa domiciliar realizada pelo IBGE, publicara diversos suplementos ao seu questionário principal dedicados a temas relacionados à saúde dos brasileiros. Estes dados consistiram das principais fontes de informação em saúde no período. Tais volumes foram publicados em 1981, 1986, 1998, 2003 e 2008.
A partir de 2013, o IBGE, em parceria com o Ministério da Saúde, realizou a primeira PNS, que abrangeu todo o território nacional. A pesquisa deveria ter uma periodicidade quinquenal, utilizando a amostra-mestra desenvolvida para a PNAD. Em sua primeira versão, houve três grupos de questões: (1) relacionadas às características da habitação, (2) relacionadas às características sociodemográficas de todos os moradores do domicílio e (3) relacionadas à situação de saúde de um dos moradores com 18 anos ou mais, aleatoriamente escolhido. Também foram realizadas medidas de peso e altura dos indivíduos, assim como análises laboratoriais pela coleta de amostras de sangue.
A segunda edição da PNS foi a campo em 2019 e apresentou alguns aprimoramentos em relação à anterior. O tamanho da amostra e o questionário foram ampliados, abrangendo outros assuntos, como um tópico especialmente dedicado à avaliação dos serviços de Atenção Primária à Saúde no país, incorporando as questões de uma versão reduzida do Primary Care Assessment Tool, instrumento desenvolvido para esta finalidade e validado no Brasil.
A PNS utiliza a Amostra Mestra do Sistema Integrado de Pesquisas Domiciliares (SIPD) do IBGE, compartilhando, portanto, alguns aspectos metodológicos com a PNAD Contínua, a Pesquisa de Orçamentos Familiares (POF) e a Pesquisa Nacional de Demografia e Saúde (PNDS).